# Europacup I 1964/65
Europacup I 1964/65 is een Europees voetbaltoernooi dat werd gehouden in de tweede helft van 1964 en de eerste helft van 1965.
Europacup I 1964/65 was de tiende editie van de Europacup I. Dit toernooi werd voor de tweede opeenvolgende keer gewonnen door Internazionale in de finale tegen het Portugese SL Benfica.

## Voorronde
| Team #1            | Tot.   | Team #2              | 1ste wed | 2de wed | Play-off     |
| ------------------ | ------ | -------------------- | -------- | ------- | ------------ |
| Sliema Wanderers   | 0 - 7  | Dinamo Boekarest     | 0 - 2    | 0 - 5   |              |
| Rangers FC         | 5 - 5  | Rode Ster Belgrado   | 3 - 1    | 2 - 4   | 3 - 1        |
| SK Rapid Wien      | 5 - 0  | Shamrock Rovers      | 3 - 0    | 2 - 0   |              |
| Glentoran FC       | 4 - 5  | Panathinaikos Athene | 2 - 2    | 2 - 3   |              |
| Partizan Tirana    | 0 - 2  | 1. FC Köln           | 0 - 0    | 0 - 2   |              |
| RSC Anderlecht     | 2 - 2  | Bologna FC           | 1 - 0    | 1 - 2   | 0 (toss) - 0 |
| KR Reykjavík       | 1 - 11 | Liverpool FC         | 0 - 5    | 1 - 6   |              |
| BSG Chemie Leipzig | 2 - 6  | Vasas ETO Győr       | 0 - 2    | 2 - 4   |              |
| Lokomotiv Sofia    | 8 - 5  | Malmö FF             | 8 - 3    | 0 - 2   |              |
| DWS                | 4 - 1  | Fenerbahçe SK        | 3 - 1    | 1 - 0   |              |
| Reipas Lahti       | 2 - 4  | SFK Lyn Oslo         | 2 - 1    | 0 - 3   |              |
| B 1909 Odense      | 2 - 9  | Real Madrid          | 2 - 5    | 0 - 4   |              |
| AS Dukla Praag     | 4 - 4  | Górnik Zabrze        | 4 - 1    | 0 - 3   | 0 (toss) - 0 |
| AS Saint-Étienne   | 3 - 4  | FC La Chaux-de-Fonds | 2 - 2    | 1 - 2   |              |
| Aris Bonnevoie     | 2 - 10 | SL Benfica           | 1 - 5    | 1 - 5   |              |

- Internazionale was vrij.

## Eerste ronde
| Team #1              | Tot.  | Team #2          | 1ste wed | 2de wed |
| -------------------- | ----- | ---------------- | -------- | ------- |
| Panathinaikos Athene | 2 - 3 | 1. FC Köln       | 1 - 1    | 1 - 2   |
| Liverpool FC         | 4 - 0 | RSC Anderlecht   | 3 - 0    | 1 - 0   |
| Internazionale       | 7 - 0 | Dinamo Boekarest | 6 - 0    | 1 - 0   |
| Rangers FC           | 3 - 0 | SK Rapid Wien    | 1 - 0    | 2 - 0   |
| DWS                  | 8 - 1 | SFK Lyn Oslo     | 5 - 0    | 3 - 1   |
| Vasas ETO Győr       | 8 - 7 | Lokomotiv Sofia  | 5 - 3    | 3 - 4   |
| FC La Chaux-de-Fonds | 1 - 6 | SL Benfica       | 1 - 1    | 0 - 5   |
| Real Madrid          | 6 - 2 | AS Dukla Praag   | 4 - 0    | 2 - 2   |

## Kwartfinale
| Team #1        | Tot.  | Team #2        | 1ste wed | 2de wed | Play-off     |
| -------------- | ----- | -------------- | -------- | ------- | ------------ |
| 1. FC Köln     | 0 - 0 | Liverpool FC   | 0 - 0    | 0 - 0   | 2 - 2 (toss) |
| Internazionale | 3 - 2 | Rangers FC     | 3 - 1    | 0 - 1   |              |
| DWS            | 1 - 2 | Vasas ETO Győr | 1 - 1    | 0 - 1   |              |
| SL Benfica     | 6 - 3 | Real Madrid    | 5 - 1    | 1 - 2   |              |

## Halve Finale
| Team #1        | Tot.  | Team #2        | 1ste wed | 2de wed |
| -------------- | ----- | -------------- | -------- | ------- |
| Liverpool FC   | 3 - 4 | Internazionale | 3 - 1    | 0 - 3   |
| Vasas ETO Győr | 0 - 5 | SL Benfica     | 0 - 1    | 0 - 4   |

## Finale
| Team #1        | Res.  | Team #2    |
| -------------- | ----- | ---------- |
| Internazionale | 1 - 0 | SL Benfica |

San Siro, Milaan
27 mei 1965

Opkomst: 85.000 toeschouwers

Scheidsrechter: Gottfried Dienst (Zwitserland)

Scorers: 42' Jair 1-0
Internazionale (trainer Helenio Herrera) 

Giuliano Sarti; Tarcisio Burgnich, Aristide Guarneri, Giacinto Facchetti; Giancarlo Bedin, Armando Picchi; Jair, Sandro Mazzola, Peiro, Luis Suárez, Mario Corso

Benfica (trainer Elek Schwartz):

Alberto Costa Pereira; Domiciano Cávem, Cruz, Germano, Raúl Machado; Neto, Mário Coluna; Augusto, Eusébio, José Augusto Torres, António Simões

## Kampioen
| Europacup I – Seizoen 1964/65 |
| ----------------------------- |
| Internazionale 2de titel      |